# 魏龙骧
魏龙骧（1911年—1992年），男，直隶（今河北）东光人，中国中医学家，北京医院中医科主任，第六、七届全国政协委员。